# Wachtang Darczinian
Wachtang Darczinian, znany jako Vic Darchinyan (orm. Վախթանգ Դարչինյան; ur. 7 stycznia 1976 w Wanadzor) – ormiański bokser, były zawodowy mistrz świata organizacji WBA i WBC w kategorii junior koguciej (do 115 funtów), były mistrz świata organizacji IBF w tej samej kategorii oraz w kategorii muszej (do 112 funtów).

## Kariera amatorska
Jego bilans walk amatorskich to 158 zwycięstw (105 przez nokaut) i 18 porażek. W 1997 roku doszedł do trzeciej rundy mistrzostw świata w Budapeszcie. Rok później zdobył brązowy medal na mistrzostwach Europy w Mińsku. W 1999 roku na mistrzostwach świata w Houston doszedł do drugiej rundy, a na mistrzostwach Europy w Tampere w 2000 roku przegrał już pierwszą walkę. Reprezentował Armenię na igrzyskach olimpijskich w Sydney, gdzie doszedł do trzeciej rundy, w której przegrał z późniejszym srebrnym medalistą, Bułatem Dżumadiłowem. Po igrzyskach przeniósł się do Australii, a w 2004 roku otrzymał australijskie obywatelstwo.

## Kariera zawodowa
Na zawodowstwo przeszedł w listopadzie 2000 roku. 13 czerwca 2003 roku, w swojej siedemnastej walce, pokonał przez techniczny nokaut w czwartej rundzie byłego mistrza świata IBF w kategorii słomkowej, Wandee Singwanchę. 12 grudnia 2003 roku w walce eliminacyjnej IBF w kategorii muszej po raz kolejny pokonał Singwanchę, tym razem przez nokaut w piątej rundzie. Rok później zmierzył się z mistrzem świata IBF, niepokonanym wcześniej Irene Pacheco i odebrał mu pas mistrzowski, pokonując go przez techniczny nokaut w jedenastej rundzie. Pacheco dwukrotnie leżał na deskach (w dziesiątej i jedenastej rundzie), odebrano mu też dwa punkty za uderzenia poniżej pasa.
W 2005 roku dwukrotnie obronił swój tytuł. Najpierw 27 marca pokonał przez techniczny nokaut w ósmej rundzie Mzukisi Sikaliego, a pięć miesięcy później już w piątej rundzie zwyciężył Jaira Jimeneza, który w czwartej rundzie leżał na deskach, a w piątej zaczął unikać walki, co skłoniło sędziego do przerwania pojedynku.
W następnym roku stoczył kolejne trzy zwycięskie pojedynki. W marcu pokonał przez techniczny nokaut w ósmej rundzie Diosdado Gabiego. Trzy miesiące później odniósł zwycięstwo nad Luisem Maldonado, także przez techniczny nokaut w ósmej rundzie (w szóstej Meksykanin leżał na deskach). 6 października pokonał po technicznej decyzji w szóstej rundzie Glenna Donaire, ponieważ Filipińczyk doznał złamania szczęki. Po podliczeniu punktów Darczinian wygrał w stosunku 60-53, 60-53, 60-53.
3 marca 2007 roku pokonał przez techniczny nokaut w dwunastej, ostatniej rundzie Victora Burgosa, byłego mistrza świata IBF w kategorii junior muszej. Bezpośrednio po walce Burgosa przewieziono do szpitala, gdzie usunięto mu skrzep krwi z mózgu. Była to ostatnia walka w karierze Burgosa.
Darczinian tytuł stracił 7 lipca 2007 roku, przegrywając przez techniczny nokaut w piątej rundzie z Nonito Donaire, bratem Glenna.
Po tej porażce zmienił kategorię wagową na wyższą i jeszcze tego samego roku pokonał przez techniczny nokaut w dwunastej rundzie Federico Catubaya. W lutym 2008 roku zaledwie zremisował z Gorresem w walce eliminacyjnej IBF. Gorres był liczony już w pierwszej rundzie, jednak publiczność uznała, że Filipińczyk upadł na skutek poślizgnięcia i zaczęła protestować rzucając w kierunku ringu butelki i monety. W drugiej rundzie na deskach leżał Darczinian, a po wznowieniu walki widzowie ponownie zaczęli obrzucać ring różnymi przedmiotami. W rundzie piątej Gorres ponownie leżał na deskach, lecz sędzia uznał to za poślizgnięcie. W szóstej rundzie bokserzy zderzyli się przypadkowo głowami, w wyniku czego Gorres doznał głębokiego rozcięcia skóry. W rundzie dziewiątej Gorres ponownie był liczony. W końcowych trzech rundach Gorres jeszcze trzykrotnie leżał na ringu, jednak za każdym razem sędzia uznawał to za poślizgnięcia. Po pojedynku sędziowie punktowali 114-112 dla Darcziniana, 113-112 dla Goressa i remis 113-113. Po pojedynku promotor Darcziniana złożył oficjalny protest do IBF.
Mimo remisu Darczinian dostał prawo walki o pas mistrzowski IBF z aktualnym mistrzem tej organizacji, Dimitrijem Kiryłowem. Walka odbyła się 2 sierpnia 2008 roku, a Darczinian wygrał z Rosjaninem nokautując go w piątej rundzie.
1 listopada 2008 roku stoczył walkę unifikacyjną z mistrzem świata federacji WBC i WBA, Cristianem Mijaresem. Mijares leżał na deskach już w pierwszej rundzie, a w dziewiątej został znokautowany. W lutym 2009 roku pokonał Jorge Arce i obronił wszystkie trzy tytuły.
Następnie Darczinian ponownie zmienił kategorię wagową na wyższą aby zmierzyć się z ówczesnym mistrzem świata IBF w kategorii koguciej, Josephem Agbeko. Do pojedynku doszło 11 lipca 2009 roku. Darczinian przegrał jednogłośnie na punkty. Po tej porażce ponownie wrócił do kategorii junior koguciej i 12 grudnia 2009 roku w obronie tytułu mistrza świata WBC już w drugiej rundzie znokautował Tomása Rojasa.
Rok 2010 rozpoczął od jednogłośnego, wyraźnego zwycięstwa na punkty z Rodrigo Guerrero.
7 lutego 2015 w Quintana Roo w Meksyku  pokonał przez techniczny nokaut w dziewiątej rundzie Meksykanina Juana Jimeneza (19-8-0).
6 czerwca 2015 w kalifornijskim Carson  przegrał  przez nokaut ósmej rundzie z broniącym tytułu mistrza świata wagi piórkowej według federacji WBA Argentyńczykiem Jesusem Marcelo Andresem Cuellarem (27-1, 21 KO).